# 番木瓜科
番木瓜科（学名：Caricaceae）是真双子叶植物十字花目的一科，共有6属约47种，原生于非洲西部和美洲的热带地区，已经被全球各地热带地区和亚热带地区引种。
本科植物为小乔木、灌木或草本，茎肉质；单叶互生，叶大，类似棕榈，无托叶；花单性，花瓣5枚；果实为类似瓜类的大浆果。
1981年的克朗奎斯特分类法将其列在堇菜目中，1998年根据基因亲缘关系分类的APG 分类法认为应该属于十字花目中，2003年经过修订的APG II 分类法维持原分类。

## 属
- 番木瓜属 Carica - 共有2种，原生于美洲
- 肋木瓜屬Cylicomorpha - 共有2种，原生于非洲
- 麻瓜草屬 Horovitziana - 只有一种，原生于美洲
- 枝木瓜屬(墨西哥木瓜属) Jacaratia - 共有8种，原生于美洲
- 木瓜草屬Jarilla - 共有3种，原生于美洲
- 徒木瓜屬Vasconcellea - 共有20种，原生于美洲